# Infonomie
Infonomie (Engels: Infonomics) is de theorie, de studie en het vakgebied waarbinnen economische waarde wordt toegekend aan informatie. Zij levert een raamwerk voor bedrijven om informatie als een activa te kunnen waarderen, beheren en gebruiken. Infonomie beoogt het toepassen van principes uit zowel economie als vermogensbeheer.
Het begrip infonomie is een samentrekking van "informatie" en "economie".

## Oorsprong en historie
In de late jaren negentig van de twintigste eeuw muntte IT analist Doug Laney, toen werkzaam bij de META Group (tegenwoordig bij Gartner), de term Infonomics. Hiermee beschreef hij zijn onderzoekingen en adviezen inzake eigendommen, meer in het bijzonder het kwantificeren van de waarde van informatie en hoe die als activa te beschouwen. Het concept stamde van zijn werk bij data warehouse pionier Prism Solutions (nu onderdeel van IBM), waar hij en zijn collega's technieken voor informatie auditing ontwikkelden. Hiermee valideerden, kwalificeerden en kwantificeerden zij kenmerken van brondata en de potentiële bedrijfswaarde. Deze methoden werden geformaliseerd met Prims's commerciële ITERATIONS data warehouse methodologie, die nog steeds wordt verkocht door IBM.

## Achtergronden
Laney’s werk bouwt voort op en kruist met andere methodieken en theorieën, zoals:
- Claude Shannon's Informatietheorie
- Paul Strassmann' s werk over waardering voor IT
- Macro-economie
- Activa waardering en Immateriële activa
- Vermogensbeheer
- Algemeen aanvaarde boekhoudprincipes

## Principes
De zeven principes van de infonomie zijn:

### Informatie is een activa
Het hoofdprincipe van de infonomie is de erkenning van informatie als bedrijfsactiva. Hoewel algemeen aanvaarde boekhoudprincipes nog niet verplichten tot het rapporteren van informatie van activa op de balans, oordeelt infonomie dat organisaties dienen te erkennen dat informatie meer is dan 'slechts' een bron.

### Informatie heeft zowel potentiële als gerealiseerde waarde
Algemeen wordt aanvaard dat informatie waarde heeft wanneer zij wordt gebruikt in de besluitvorming of in de bedrijfsvoering. Infonomie stelt dat informatie een bepaalde waarde heeft, zelfs wanneer deze niet in gebruik is, net als bij volgens de algemene boekhoudprincipes erkende activa. De boekhoudkundige definitie van een activa op de balans als zijnde een bedrijfsonderdeel van waarschijnlijke toekomstige economische waarde geldt binnen de infonomie dus ook voor informatie. De waarde van informatie kan ook worden bepaald in termen van de gerealiseerde waarde en de potentiële waarde.

### Informatie kan worden gekwantificeerd
Soortgelijke methoden die nu al voor het kwantificeren van immateriële activa worden gebruikt, kunnen en moeten worden toegepast op de waardering van informatie als activa. De van toepassing zijnde waarderingsmethoden zijn hierbij:
- marktwaardering
- kostenbenadering
- inkomensbenadering

Daarnaast zijn de niet-economische waarderingsmethoden van toepassing, die de relatieve waarde van informatie kwantificeren, evenals de relevantie in het bedrijfsproces en de aan datakwaliteit gerelateerde waarde. Zij helpen organisaties in strategische, informatie-gerelateerde IT- en zakelijke besluiten.

### Informatie zou als activa gerapporteerd moeten worden
Hoewel informatie nog niet wordt gezien als balanswaardige activa, zouden organisaties dat wel voor interne rapportagedoeleinden moeten overwegen. Dit betekent het toepassen van relevante waarderingsmethoden, op een regelmatige basis én wanneer de waarde van bepaalde informatie aan verandering onderhevig is. Het intern rapporteren van informatie als activa, zou ook op een aanvullende balans kunnen geschieden.

### De gerealiseerde waarde van informatie zou moeten worden gemaximaliseerd
De waarderingspraktijken van infonomie laten meestal zien dat informatie een sterk onderbenutte activa is. Ook blijkt dat organisaties verbeteringen zouden moeten overwegen in het verkrijgen en inzetten van informatie, om zo van boven naar beneden in de organisatie voordelen te genereren. Dit omvat besluitvorming, procesautomatisering, innovatie en zelfs de 'verpakking' en directe verkoop van informatie als product van de organisatie.

### De waarde van informatie dient te worden gebruikt voor prioriteiten en budgetten van IT- en bedrijfsinitiatieven
IT- en zakelijk gerelateerde initiatieven die informatie benutten of genereren, moeten worden begroot tegen de gekwantificeerde economische waarde van die informatie. Dit is inclusief de kosten om de informatie te verwerven, beheren en te gebruiken. Nu worden dergelijke initiatieven doorgaans genomen zonder deze financiële consistentie.

### Informatie moet worden beheerd als een activa
Traditioneel fysieke- en financiële activa hebben een bepaalde levenscyclus en procedures voor hun productieve gebruik gedurende die levensduur. Principes uit de infonomie suggereren dat organisaties hun eigen expertise, beleid en praktijken in vermogensbeheer zouden moeten toepassen voor het beheer van informatie als activa.

## Voordelen van Infonomics
Voordelen van de toepassing van principes en werkwijzen uit infonomie zijn onder meer:
- Verbetering van het verzamelen, beheren, aansturen en gebruiken van informatie door de gehele organisatie heen.
- Het bevorderen van een organisatiecultuur waarbinnen informatie ten volle op waarde wordt geschat.
- Het kwantitatief onderbouwen en valideren van de Return on investment op informatie-gerelateerde bedrijfsactiviteiten of IT-initiatieven.
- Investeringen in informatiebeveiliging voor elke informatiecategorie beter kunnen onderbouwen.
- Een hogere vergoeding kunnen bedingen (of inschatten) bij fusie of overname.
- Het beoordelen van contractrisico's, door het ontbreken of ingesloten zijn van vrijwaring tegen het verlies, beschadiging of misbruik van elektronische gegevens.
- De toekomstige mogelijkheden in kaart brengen voor het verkrijgen van kredieten met informatie als onderpand.
- Het verbeteren van de mogelijkheden in een organisatie om informatie te verhandelen tegen goederen of diensten.
- Het verbeteren van de relaties met klanten, werknemers, leveranciers en partners door het delen van meer en betere informatie met hen.
- Het verbeteren van het vermogen binnen de organisatie om informatie te verpakken en als een verkoopbaar product in de markt te zetten.
- Het binnen de organisatie stimuleren van eigendom en beheer van informatie als activa.